# Павлюкова, Мария Георгиевна
Мари́я Гео́ргиевна Павлюко́ва, в девичестве — Бо́ндарева (8 февраля 1928, село Кузнецово-Михайловка, Старо-Каранский район, Мариупольский округ, Украинская ССР — 21 января 2013, Балашиха, Московская область) — звеньевая колхоза имени Тельмана Тельмановского района Сталинской области, Украинская ССР. Герой Социалистического Труда (1950).

## Биография
Родилась в 1928 году в крестьянской семье в селе Кузнецово-Михайловка Мариупольского округа. Украинка. В послевоенные годы — звеньевая молодёжно-комсомольского звена колхоза имени Тельмана Тельмановского района с центральной усадьбой в селе Мичурино. Была секретарём колхозной комсомольской организации.
В 1949 году звено под её руководством собрало в среднем с каждого гектара по 27,8 центнера подсолнечника на участке площадью 10,6 гектара.
Указом Президиума Верховного Совета СССР от 2 июня 1950 года удостоена звания Героя Социалистического Труда за «получение высоких урожаев пшеницы и подсолнечника при выполнении колхозом обязательных поставок и контрактации по всем видам сельскохозяйственной продукции, натуроплаты за работу МТС в 1949 году и обеспеченности семенами всех культур для полной потребности для весеннего сева в 1950 году» с вручением ордена Ленина и золотой медали «Серп и Молот» (№ 5032).
Этим же указом званием Героя Социалистического Труда были награждены председатель колхоза имени Тельмана Иван Феофанович Буц, звеньевые Анастасия Васильевна Голодухина, Ксения Григорьевна Гончарова, Анна Андреевна Мормуль, Матрёна Степановна Потапова, Прасковья Ивановна Проценко, Ольга Петровна Федоренко и Мария Григорьевна Федорюк.
В последующем переехала в Московскую область, где до 1983 года трудилась учителем средней школы № 6 в Балашихе. После выхода на пенсию проживала в Балашихе. Умерла в январе 2013 года. Похоронена на Новском кладбище.